# Columbia, Illinois
Columbia là một thành phố thuộc quận Monroe, tiểu bang Illinois, Hoa Kỳ. Năm 2010, dân số của thành phố này là 9707 người.

## Dân số
Dân số qua các năm:
- Năm 2000: 7922 người.
- Năm 2010: 9707 người.